# Altopiani della Jana e di Ojmjakon
Gli Altopiani della Jana e di Ojmjakon (in russo Яно-Оймяконское нагорье?, Jano-Ojmjakonskoe nagor'e) sono un sistema di altopiani della Siberia Orientale compresi nel territorio della Repubblica Autonoma della Sacha-Jacuzia.
Gli altopiani, che si allungano per circa 1 100 km, si trovano tra le catene montuose dei monti di Verchojansk e dei Suntar-Chajata, a ovest, e dei Čerskij, a est. Sono composti da alcune creste montuose (Tirechtjachskij, Nel'gesinskij) alternate a vasti altipiani Altopiano della Jana, Altopiano di Ojmjakon, Altopiano dell'Ėl'gi e a depressioni intermontane (Kujdusunskaja, Agalkinskaja). Le altezze vanno dai 500-700 m (nel bacino del corso medio della Jana) ai 1 400-1 500 m (a sud-est); alcuni picchi si innalzano fino ai 2 000 m. 
I massicci sono composti da siltiti, arenarie e scisti del Triassico e del Giurassico, interrotti da intrusioni di graniti.
Nelle valli e nei pendii prevale la steppa; sulle pendici meridionali è diffusa una taiga di larici a bassa crescita. Nella fascia superiore si estende la tundra di montagna